# 角英夫
角 英夫（かど ひでお）は、日本のジャーナリスト、テレビプロデューサー。NHK大型企画開発センター長、NHK広報局長、NHK専務理事等を経て、放送衛星システム代表取締役社長、能美市観光特使。

## 人物・経歴
石川県能美市出身。石川県立小松高等学校を経て、1983年東京外国語大学外国語学部スペイン語学科卒業、日本放送協会入局。社会情報番組部ディレクター、クローズアップ現代デスク、スペシャル番組部チーフ・プロデューサー、NHKスペシャル事務局長等を歴任。2010年大型企画開発センターエグゼクティブプロデューサー。2014年放送総局大型企画開発センター長。2016年NHK大阪放送局長。2019年広報局長。2020年理事（内部監査業務統括、考査業務統括、コンプライアンス統括、広報統括）。同年理事（大阪統括（大阪拠点放送局長）、西日本BCP強化担当）。2021年専務理事（大阪統括（大阪拠点放送局長）、西日本BCP強化担当）。2022年退任、放送衛星システム代表取締役社長。能美市観光特使。

## 著書など
- 『サイゴンの歌姫 : 22年ぶりの祖国』日本放送出版協会 1997年
- 『中国夢と流転 : 庶民たちの改革開放』日本放送出版協会 2008年
- 主なTV番組（番組名はすべてNHKスペシャル）
  - 「ベトナム戦争・15年目の真実」（1990年・ヒューストン国際フェス特別賞）「戦争を記録した男たち・ファインダーの中のベトナム戦争」（1991年・ギャラクシー奨励賞）「ジャカルタの一番熱い日」（1991年・シリーズに放送文化基金企画賞／ギャラクシー奨励賞）「中国・12億人の改革開放」（1994年・アジアテレビ映画祭推奨）「家族の肖像　22年目の歌声」（1997年・シリーズにギャラクシー賞大賞）[15]
  - 「朝鮮半島2000年の夏」「コソボ・ある小学校の６か月」（2001年）「変革の世紀（７回）」（2002年・文化庁メディア芸術祭審査委員会推薦作品）「イラク情勢2002」「復活なるかニッポン半導体」「シリーズ大欧州誕生」「イスラエルとパレスチナ　遺族たちの対話」（2004年・アメリカ国際フェス　クリエイティブエクセレンス賞）「そして日本は焦土となった」（2005年・終戦60年企画シリーズに毎日芸術賞）「硫黄島玉砕戦」（2006年・放送文化基金賞ドキュメンタリー本賞）「激流中国（13回）」（2007年～08年・イタリア賞特別賞／放送人グランプリ特別賞）「揺れる大国・プーチンのロシア（４回）」（2009年・ギャラクシー奨励賞／ヒューゴ賞奨励賞）「マネー資本主義（５回）」（2009年・放送文化基金個人グループ部門賞／US国際ビデオフェス銀賞）「日本人はなぜ戦争へと向かったのか（４回）[16]」「シリーズ東日本大震災」（2011年）